# Nesobasis selysi
Nesobasis selysi – gatunek ważki z rodziny łątkowatych (Coenagrionidae). Endemit Fidżi; stwierdzony na wyspach Viti Levu i Ovalau. Bardzo pospolity.
Gatunek ten opisał w 1924 roku Robert John Tillyard na łamach czasopisma „Transactions of the Entomological Society of London”, w oparciu o okazy (holotyp – samiec, alotyp – samica) odłowione we wrześniu 1922 roku nad rzeką Waidoi na wyspie Viti Levu. Autor przebadał też liczne okazy obu płci (w tym kilka osobników teneralnych, tzn. tuż po przeobrażeniu) odłowione w tym samym miejscu w okresie od sierpnia do listopada 1919 roku.